# ویکیوآندرین اودلین
ویکیوآندرین اودلین (انگلیسی: Vicyohandri Odelín؛ زادهٔ ۲۶ ژوئن ۱۹۸۰) بازیکن بیسبال اهل کوبا است.